# Louis Bertrand
Louis Marie Émile Bertrand (født 20. marts 1866 i Spincourt, Meuse, død 6. december 1941) var en fransk forfatter.
Bertrand var 1891-1900 gymnasiallærer i Algier, hvor han hentede impulser og motiver til sine romaner, der behandler den latinske races kår og brydninger i Algier, Spanien og Frankrig: Le sang des races (1899) omhandler de spanske indvandrere i Algier,
La cina (1901) den antisemitiske bevægelse i Algier, Le rival de Don Juan (1903) denne figurs modernisering i samtidens Spanien, Pépète le bienaimé (1904) samme tema i det algierske folkeliv.
L'invasion (1907) giver et grundigt og fortræffeligt billede af italienskt arbejderliv i Marseille. Hans værk La fin du classicisme et le retour à l'antique (1897) betonede forskellen mellem fransk pseudoklassicisme og den virkelige antikkens verden. I La Gréce du soleil et des paysages (1908) giver han levende billeder af det moderne Hellas. Han har også virket som litterær kritiker (se blandt andet bogen Idées et Portraits 1927) og gjort sig fortjent som Flaubertforsker og udgiver af dennes værker.